# Ендрю Пейнтер (тенісист)
Ендрю Пейнтер (англ. Andrew Painter; нар. 18 липня 1975) — колишній австралійський тенісист.
Найвищу одиночну позицію світового рейтингу — 492 місце досяг 10 липня 1995, парну — 119 місце — 4 жовтня 1999 року.
Найвищим досягненням на турнірах Великого шолома було 2 коло в парному розряді.

## Фінали турнірів ATP за кар'єру

### Парний розряд: 1 (0–1)
| Результат | W/L | Дата     | Турнір              | Покриття | Партнер          | Суперники                    | Рахунок       |
| --------- | --- | -------- | ------------------- | -------- | ---------------- | ---------------------------- | ------------- |
| Поразка   | 0–1 | Кві 2000 | Касабланка, Марокко | Ґрунт    | Ларс Бургсмюллер | Арно Клеман Себастьян Грожан | 6–7(4–7), 4–6 |

## Титули на челленджерах

### Парний розряд: (4)
| Ранг | Рік  | Турнір               | Покриття | Партнер       | Суперники                         | Рахунок                       |
| ---- | ---- | -------------------- | -------- | ------------- | --------------------------------- | ----------------------------- |
| 1.   | 1996 | Перт, Австралія      | Тверде   | Джеймі Гомс   | Грант Дойл Ендрю Кратцманн        | 7–5, 6–4                      |
| 2.   | 1999 | Шербур, Франція      | Тверде   | Майкл Гілл    | Массімо Бертоліні Крістіан Бранді | 7–5, 7–6(9–7)                 |
| 3.   | 1999 | Магдебург, Німеччина | Килим    | Майкл Гілл    | Ян-Ральф Брандт Дірк Діер         | 7–6(10–8), 6–7(6–8), 7–6(7–1) |
| 4.   | 1999 | Ульм, Німеччина      | Ґрунт    | Байрон Талбот | Дірк Діер Міхаель Кольманн        | 6–3, 6–4                      |